# Woodland (Washington)
Woodland é uma cidade localizada no estado norte-americano de Washington, no Condado de Clark e Condado de Cowlitz.

## Demografia
Segundo o censo norte-americano de 2000, a sua população era de 3780 habitantes.
Em 2006, foi estimada uma população de 4585, um aumento de 805 (21.3%).

## Geografia
De acordo com o United States Census Bureau tem uma área de
6,8 km², dos quais 6,5 km² cobertos por terra e 0,3 km² cobertos por água. Woodland localiza-se a aproximadamente 9 m acima do nível do mar.

## Localidades na vizinhança
O diagrama seguinte representa as localidades num raio de 16 km ao redor de Woodland.